# Türkische Badmintonmeisterschaft
Türkische Meisterschaften im Badminton werden seit 1993 ausgetragen. Das Turnier pausierte 1997. 1993 starteten ebenfalls die Juniorenmeisterschaften, 1997 die Mannschaftsmeisterschaften. Internationale Titelkämpfe fanden in der Saison 2007/2008 erstmals statt.

## Die Titelträger
| Saison    | Herreneinzel       | Dameneinzel       | Herrendoppel                          | Damendoppel                       | Mixed                         |
| --------- | ------------------ | ----------------- | ------------------------------------- | --------------------------------- | ----------------------------- |
| 1993      | Şahabettin Tavukçu | Fatma Koseoglu    | Fatih Dulger Ramazan Imamoglu         | Deniz Arici Gül Şimşek            | Hakan Boran                   |
| 1994      | Murat Bozkurt      | Gül Şimşek        | Şahabettin Tavukçu Sevki Acar         | Banu Erol Fatma Koseoglu          | Mustafa Babacan Elif Yoruker  |
| 1995      | Mert Aydoğmuş      | Gül Şimşek        | Mert Aydoğmuş Fatih Kaymaz            | Gül Şimşek Elif Yoruker           | Mustafa Babacan Elif Yoruker  |
| 1996      | Mert Aydoğmuş      | Gül Şimşek        | Mert Aydoğmuş Zafer Sahin             | Gül Şimşek Serpil Beyanal         | Mustafa Babacan Elif Yoruker  |
| 1997      | nicht ausgetragen  | nicht ausgetragen | nicht ausgetragen                     | nicht ausgetragen                 | nicht ausgetragen             |
| 1998      | Mert Aydoğmuş      | Elif Aktas        | Mert Aydoğmuş Zafer Sahin             | Ulviye Bese Suleyla Ozdal         | Fatih Kaymaz Elif Aktas       |
| 1999      | Mert Aydoğmuş      | Elif Aktas        | Mert Aydoğmuş Zafer Sahin             | Nursel Dogan Sevil Bozyil         | Arda Akgul Elif Aktas         |
| 2000      | Mert Aydoğmuş      | Elif Aktas        | Mehmet Tural Yavuz Yigit              | Nursel Dogan Sevil Bozyil         | Mehmet Tural Elif Aktas       |
| 2001      | Mehmet Tural       | Elif Aktas        | Mehmet Tural Ümit Altın               | Elif Aktas Ümmü Gülsüm Kiraz      | Mert Aydoğmuş Nursel Dogan    |
| 2002      | Mert Aydoğmuş      | Elif Aktas        | Mehmet Tural Yavuz Yigit              | Nursel Dogan Sevil Bozyıl         | Mehmet Tural Elif Aktas       |
| 2003      | Mehmet Tural       | Nursel Dogan      | Ümit Altın Ali Kaya                   | Aliye Gülçin Köse Heves Naziroglu | Mehmet Tural Nursel Dogan     |
| 2004      | Mehmet Tural       | Hatice Nurgül Sen | Hüseyin Hançerli Mehmet Tural         | Aliye Gülçin Köse Aydan Köse      | Baris Boyar Elif Ôzaraci      |
| 2005      | Mehmet Tural       | Nursel Dogan      | Yavuz Yigit Ümit Altın                | Gamze Cerit Ezgi Epice            | Mehmet Tural Nursel Dogan     |
| 2006      | Göksel Kundakçı    | Ezgi Epice        | Nuri Balkan Ali Kaya                  | Ezgi Epice Sıdıka Kulatay         | Nuri Balkan Sıdıka Kulatay    |
| 2007      | Mustafa Yalvarici  | Nursel Aydoğmuş   | Murat Sen Erhan Devrilmez             | Ezgi Epice Sıdıka Kulatay         | Hakan Keskin Nursel Aydoğmuş  |
| 2008      | Göksel Kundakçı    | Ezgi Epice        | Mehmet Tural Ümit Altın               | Ebru Tunalı Özge Bayrak           | Ali Kaya Ezgi Epice           |
| 2009      | nicht ausgetragen  | nicht ausgetragen | nicht ausgetragen                     | nicht ausgetragen                 | nicht ausgetragen             |
| 2010      | Emre Lale          | Neslihan Yiğit    | Emre Lale Murat Sen                   | Neslihan Yiğit Neslihan Kılıç     | Ramazan Öztürk Neslihan Kılıç |
| 2011      | nicht ausgetragen  | nicht ausgetragen | nicht ausgetragen                     | nicht ausgetragen                 | nicht ausgetragen             |
| 2012      | Emre Lale          | Özge Bayrak       | Hüseyin Oruç Emre Arslan              | Özge Bayrak Ebru Tunalı           | Ramazan Öztürk Neslihan Yiğit |
| 2013      | nicht ausgetragen  | nicht ausgetragen | nicht ausgetragen                     | nicht ausgetragen                 | nicht ausgetragen             |
| 2014      | Ramazan Öztürk     | Neslihan Yiğit    | Emre Vural Sinan Zorlu                | Özge Bayrak Neslihan Yiğit        | Ramazan Öztürk Neslihan Kılıç |
| 2015 2016 | nicht ausgetragen  | nicht ausgetragen | nicht ausgetragen                     | nicht ausgetragen                 | nicht ausgetragen             |
| 2017      | Emre Lale          | Cemre Fere        | Yusuf Ramazan Bay Sinan Zorlu         | Bengisu Erçetin Nazlıcan Inci     | Yusuf Ramazan Bay Özge Bayrak |
| 2018      | Emre Lale          | Özge Bayrak       | Serdar Koca Serhat Salim              | Bengisu Erçetin Nazlıcan Inci     | Emre Sönmez Zehra Erdem       |
| 2019      | Emre Lale          | Özge Bayrak       | Emre Sönmez Mehmet Capar              | Bengisu Erçetin Nazlıcan Inci     | Emre Lale Özge Bayrak         |
| 2020      | nicht ausgetragen  | nicht ausgetragen | nicht ausgetragen                     | nicht ausgetragen                 | nicht ausgetragen             |
| 2021      | Emre Lale          | Aliye Demirbağ    | Serdar Koca Serhat Salım              | Zehra Erdem İlayda Nur Özelgül    | Emre Sönmez Zehra Erdem       |
| 2023      | Emre Lale          | Özge Bayrak       | Yusuf Ramazan Bay Serhat Salım        | Yasemen Bektaş Cansu Erçetin      | Emre Sönmez Zehra Erdem       |
| 2024      | Emre Lale          | Özge Bayrak       | Taha Emirhan Budak Abdulsamet Özdemir | Bengisu Erçetin Nazlıcan Inci     | Emre Sönmez Yasemen Bektaş    |